# Clint Dempsey
Clinton Drew "Clint" Dempsey, född 9 mars 1983 i Nacogdoches, Texas, är en amerikansk före detta fotbollsspelare. 
Han kom från den amerikanska klubben New England Revolution till Fulham i januari 2007 och debuterade i en match mot Tottenham Hotspur den 20 januari. Totalt gjorde han 50 ligamål under sin tid i Fulham. 
Dempsey representerade USA:s A-landslag och under Fifa Confederations Cup 2009, som spelades i Sydafrika, var han en viktig spelare på USA:s mittfält. USA gick till final i turneringen, en final som man dock förlorade mot Brasilien. Clint Dempsey gjorde tre mål i turneringen. Dempsey har även blivit målskytt i två VM-slutspel, då han gjorde ett av USA:s två mål i VM i Tyskland 2006 samt ett mål i VM i Sydafrika 2010.
I augusti 2018 avslutade Dempsey sin fotbollskarriär.